# لیبوشه

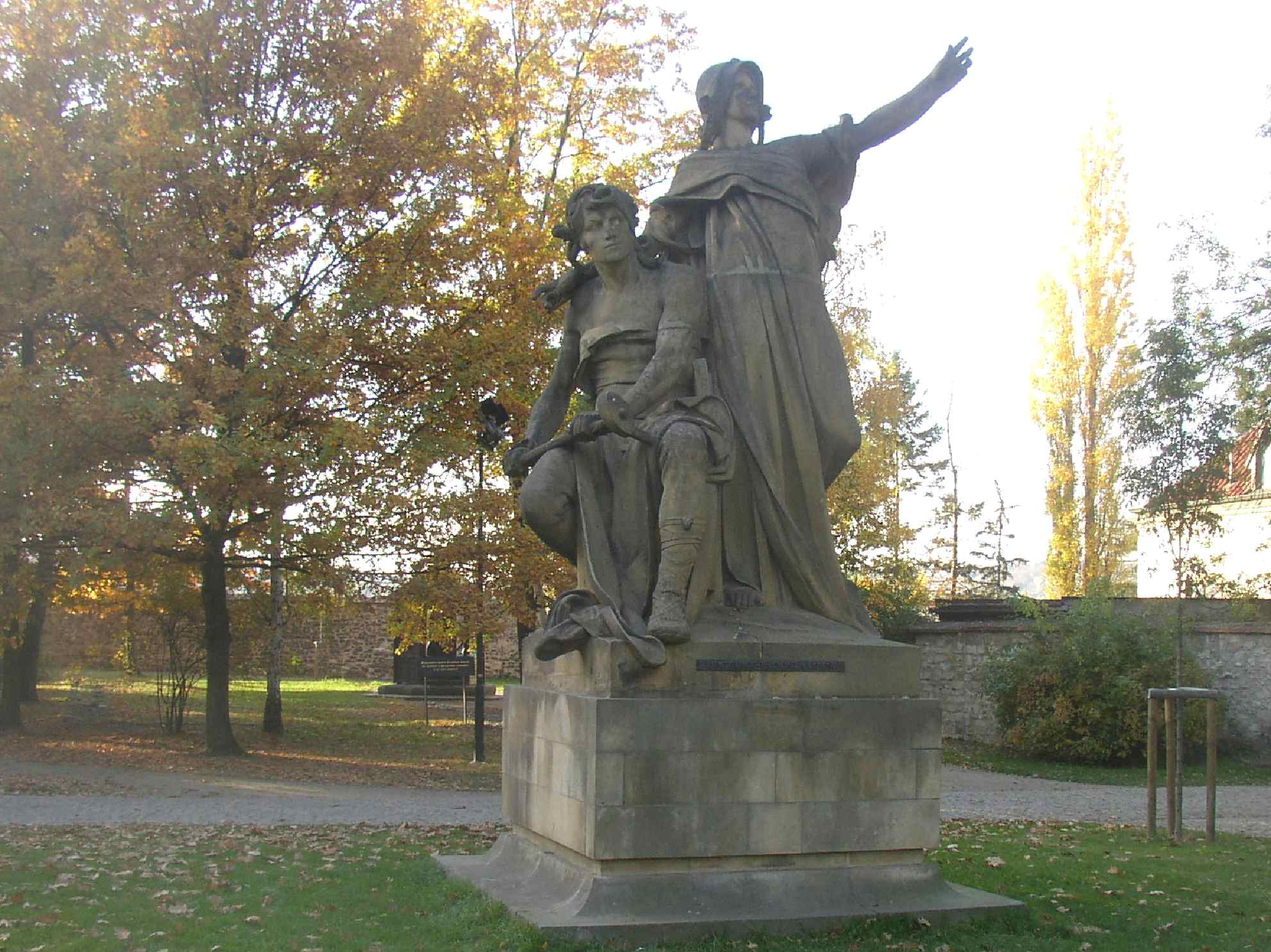
لیبوشه و پرژمیسل, تندیسی اثر یوزف واتسلاو میسلبک (۱۸۸۱), امروزه در ویشه‌هراد

لیبوشه (Libuše) نیای افسانه‌ای سلسله پرژمیسل و به‌طور کلی مردم چک است. بر اساس افسانه‌ها، او کوچک‌ترین و خردمندترین سه خواهر بود و پس از مرگ پدرشان ملکه شد. او با کشاورزی به نام پرژمیسل (Přemysl) ازدواج کرد که همراه او دودمان پرژمیسل را بنیان نهاد. لیبوشه در سده هشتم، شهر پراگ را پیش‌گویی و پایه‌گذاری کرد.

## افسانه

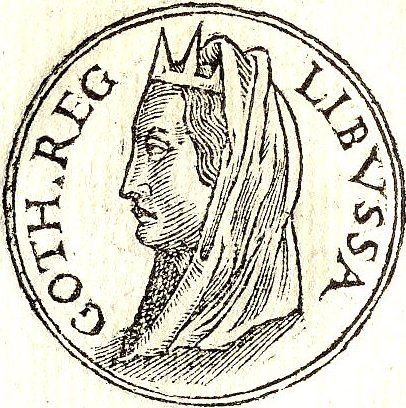
«لیبوشه، شهبانوی گوت‌ها». از کتاب ذخیره تصاویر مفاخر (۱۵۵۳).

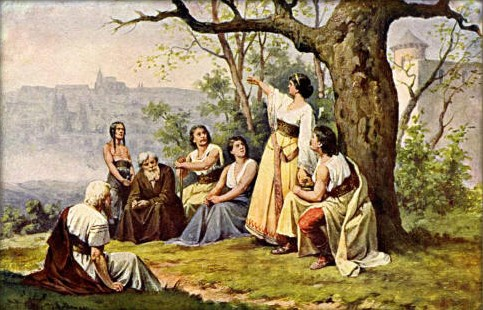
ملکه لیبوشه در حین پیش‌گویی شکوه پراگ" (یوزف مات‌هاوزر).

گفته می‌شود که لیبوشه کوچک‌ترین دختر فرمانروای اسطوره‌ای چک، دوک کروک، بود. افسانه می‌گوید در حالی که خواهرانش، کازی، پزشک و، تتا، جادوگر بودند، او کوچک‌ترین خواهر و خردمندترین آن‌ها بود و استعداد پیشگویی داشت. پس از مرگ پدر به عنوان جانشین او برای داوری و فرمانروایی بر مردم انتخاب شد. افسانه‌ها می‌گویند او از قلعه‌اش در لیبوشین پیشگویی می‌کرد، البته افسانه‌های متاخر می‌گویند پیشگویی در دژ ویشه‌هراد انجام می‌شد.
افسانه‌ها حاکی از آنند که لیبوشه بر بالای صخره‌ای مشرف به رودخانه ولتاوا ایستاد و پیشگویی کرد: «شهری عظیم می‌بینم که شکوهش ستارگان را لمس خواهد کرد». او دستور ساخت قلعه و شهری به نام پراگ را در آن مکان صادر کرد.
اگرچه لیبوشه خود را به عنوان فرمانروایی خردمند ثابت کرد، بخش مردسالار قبیله از فرمانروایی یک زن ناراضی بودند و خواستار ازدواج او شدند، اما لیبوشه عاشق کشاورزی به نام پرژمیسل شده بود. او رؤیایی تعریف کرد که در آن کشاورزی را با یک لنگه کفش پاره در حال شخم زدن، یا در روایت‌های دیگر افسانه، در حال خوردن غذا بر سر میزی آهنی می‌دید. او به اعضای شورا دستور داد که این مرد را با دنبال کردن یک اسب رها شده در یک دوراهی پیدا کنند. بزرگان این کار را انجام دادند و در روستای استادیتسه پرژمیسل را دقیقاً همانگونه که لیبوشه در خواب دیده بود، یافتند (چه در حال شخم زدن، چه در حال استفاده از یک گاوآهن به عنوان میز). این دو بزرگ پرمیسل را به کاخ شاهزاده بردند و او با لیبوشه ازدواج کرد و اینگونه پرمیسل کشاورزی حاکم سرزمین چک شد. آن‌ها صاحب سه پسر به نام‌های رادوبیل، لیدومیر و نِزامیسل شدند که دودمان پرژمیسل در سرزمین‌های چک را ادامه دادند.
افسانه دیگری حاکی از آن است که لیبوشه به مشاورانش فرمان داد در مکانی که هنگام ظهر مردی را می‌یابند که به بهترین نحو از دندان‌های خود بهره می‌برد، شهری بنا کنند. آنها جستجو را آغاز کردند و در نیمروز مردی را یافتند که با دندان‌های ارّه‌اش مشغول بریدن قطعه‌ای چوب بود، در حالی که دیگران به صرف غذا مشغول بودند. هنگامی که علت را جویا شدند، وی پاسخ داد «پراه» (که در زبان چکی به معنای «آستانه در» است). از این رو، لیبوشه نام شهر را پراگ (در چکی: پراها) نهاد.

## هنرها

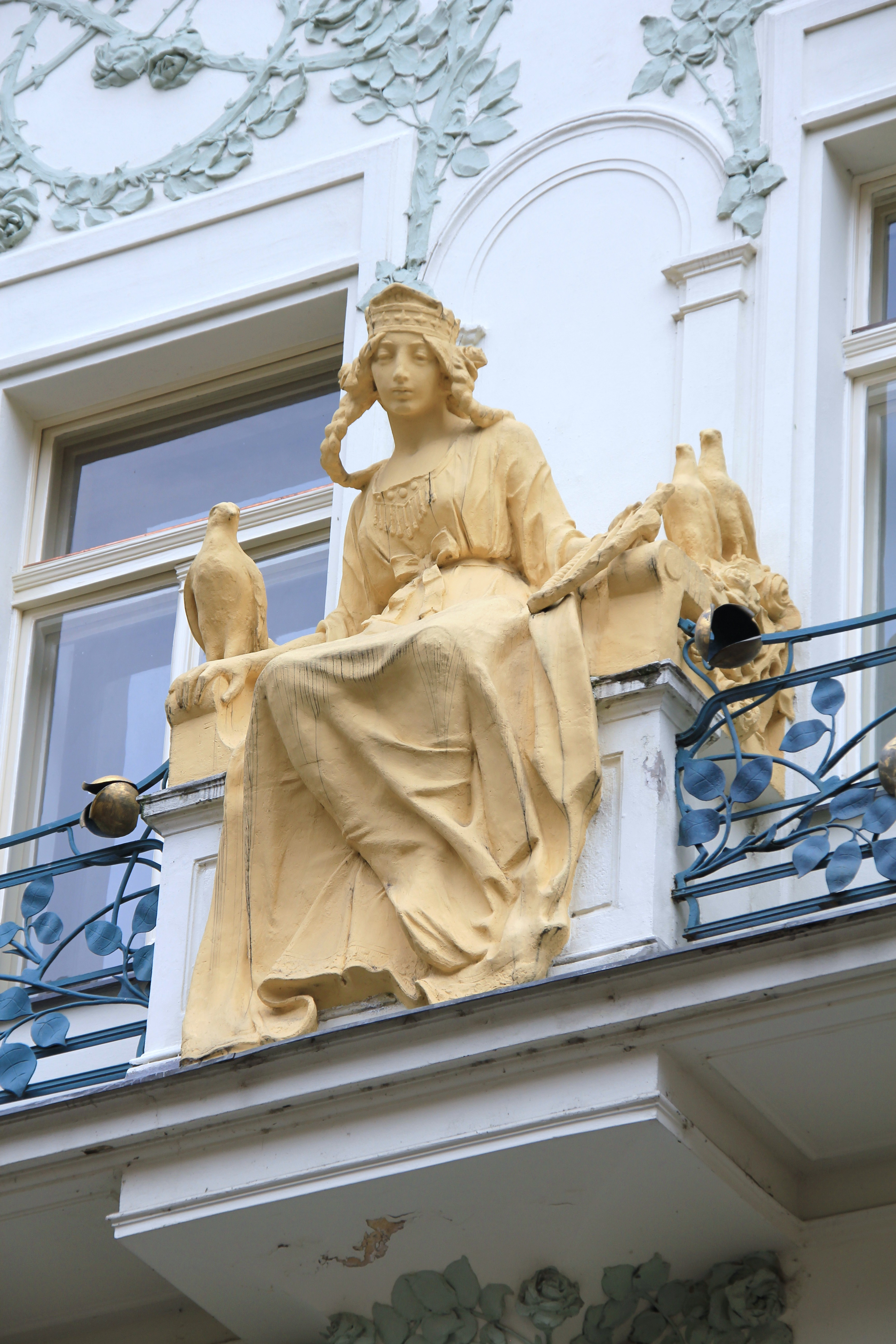
لیبوشه در خیابان کارلووا، پراگ

داستان لیبوشه و پرژمیسل به‌طور مفصل در قرن دوازدهم توسط کسماس پراگی در سرگذشت بوهم او بازگو شد.
روایت اولیه دیگری در وقایع‌نامه یان دوبراویوس در سال ۱۵۵۲ با عنوان تاریخ پادشاهی بوهم، و یوهان کارل آگوست موزویس از این کتاب و تاریخچه کاردینال در باب ریشه و سرگذشت بوهمی‌ها توسط پیوس دوم استفاده کردند تا نسخه خود را از این افسانه تحت عنوان «لیبوسا» بنویسند، که او آن را در افسانه‌های محلی آلمانی (جلد ۳، ۱۷۸۴) گنجانید.
شخصیت افسانه‌ای لیبوشه دست‌مایه آثار نمایشی گوناگون از جمله لیبوسا، یک تراژدی توسط فرانز گریلپارزر، لیبوشه، یک اپرا اثر بدریخ اسمتانا، و میدان و حصار، رمانی از میلوش اوربان بوده‌است. او همچنین به عنوان یک شخصیت در نمایشنامه رودی دوم از ادوارد آینهورن حضور دارد.
در سال ۲۰۰۹، یک نسخه سینمایی آمریکایی-چکی از داستان لیبوشه و پرژمیسل با نام ملکه پاگان منتشر شد.
سیارک فرعی سیارک ۲۶۴ به افتخار لیبوشه نامگذاری شده‌است.

## تئوری‌های منشأ
یک نظریه قابل توجه در مورد منشأ نام اجداد پرژمیسل نشان می‌دهد که آنها احتمالاً ناشی از تفسیر اشتباه کسماس بوده‌اند. بر اساس فرضیه ولادیمیر کاربوسیتسکی، کسماس احتمالاً هنگام تلاش برای خواندن یک رونوشت لاتین گمشده از یک پیام قدیمی اسلاوی دچار اشتباه شده‌است. هنگامی که نام‌های اجدادی کنار هم چیده شده و از نو ارزیابی می‌شوند، می‌توانند به‌طور تقریبی یک متن فرضی را شکل دهند:
"Krok‘ kazi tetha lubossa premisl nezamisl mna ta voj‘n ni zla kr‘z mis neklan gosti vit..."
این جمله را می‌توان به فارسی به این صورت ترجمه کرد:
"گام‌های خود را متوقف کن، تتا، و بیشتر فکر کن، من قصد جنگ یا شرارت با تو را ندارم، ما در برابر صلیب تعظیم نمی‌کنیم، از میهمانان استقبال می‌کنیم..."
گمانه‌زنی‌هایی وجود دارد که اشاره می‌کنند این پیام احتمالاً، از شاهزادگان چک به فرانک خاوری بوده و ارتباطی به نبرد زاسک در حدود سال ۸۴۹ در وقایع‌نامه فولدنس دارد.